# 瓦基爾卡區

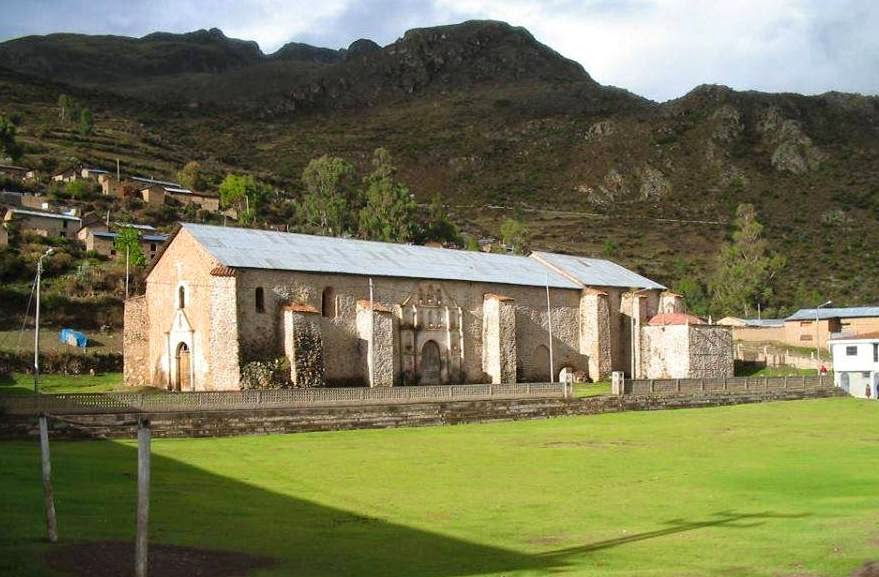

14°12′47″S 72°11′24″W / 14.21306°S 72.19000°W
瓦基爾卡區（西班牙語：Distrito de Huaquirca），是秘魯的一個區，位於該國南部阿普里馬克大區的安塔班巴省，始建於1945年1月17日，面積337.6平方公里，海拔高度3,480米，2005年人口1,420，人口密度每平方公里4.2人。